# Mascot Records
Mascot Records est un label discographique néerlandais de hard rock et heavy metal, basé à Berkel.

## Histoire
Le label est fondé en 1993 aux Pays-Bas. En 1998, Mascot rachète le label Provogue Records et commence à faire des sorties dans la veine du blues avec artistes notoires du genre comme Joe Bonamassa, Walter Trout et Monte Montgomery. En 2008, le groupe s'établit en Amérique du Nord.
Le groupe le plus populaire du label est le groupe de heavy metal et rockabilly danois Volbeat. Leur premier album The Strength / The Sound / The Songs et leur troisième album Guitar Gangsters and Cadillac Blood sont récompensés au Danemark par un disque d'or,, le deuxième album Rock the Rebel / Metal the Devil même par un disque de platine.

## Groupes
- 10 Years[5]
- Agent Steel
- Black Country Communion
- Black Label Society
- Black Stone Cherry (2023)[6]
- Bootsy Collins
- Crobot[7]
- Conquer Divide (2022)[8]
- Dragged Under (en) (2020)[9]
- Dublin Death Patrol
- Gojira
- Heathen
- Imperial Tide (2023)[10]
- The Jelly Jam
- Jordan Rudess
- King Falcon (2022)[11]
- Levara
- Monster Truck
- Nine Shrines (en)
- Pestilence
- P.O.D.
- Shaman's Harvest (en)
- Steve Lukather
- Tracer (en)
- Vandenberg's MoonKings[12]
- VOLA (en)
- Volbeat
- Yngwie Malmsteen[13]